# Hypocrisias berthula
Hypocrisias berthula là một loài bướm đêm thuộc phân họ Arctiinae, họ Erebidae.